# Andrena guttata
Andrena guttata är en biart som beskrevs av Warncke 1969. Andrena guttata ingår i släktet sandbin, och familjen grävbin. Inga underarter finns listade i Catalogue of Life.